# Honeyania apicipunctalis
Honeyania apicipunctalis is een vlinder uit de familie van de spinneruilen (Erebidae). De wetenschappelijke naam van deze soort werd voor het eerst voorgesteld als Porphyrinia apicipunctalis door Wilhelm Brandt in een publicatie ui 1939.
De soort komt voor in Israël, Iran, Pakistan, Saudi-Arabië, de Verenigde Arabische Emiraten, Oman, Jemen en Ethiopië.